# Diplusodon imbricatus
Diplusodon imbricatus är en fackelblomsväxtart som beskrevs av Johann Baptist Emanuel Pohl. Diplusodon imbricatus ingår i släktet Diplusodon och familjen fackelblomsväxter. Inga underarter finns listade i Catalogue of Life.